# Adelotettix gigas
Adelotettix gigas är en insektsart som beskrevs av Marius Descamps och David M. Rowell 1978. Adelotettix gigas ingår i släktet Adelotettix och familjen gräshoppor. Inga underarter finns listade i Catalogue of Life.